# Episodi di A casa dei Loud (prima stagione)
La prima stagione della serie animata A casa dei Loud, composta da 46 episodi, è stata trasmessa negli Stati Uniti, da Nickelodeon, dal 2 maggio all'8 novembre 2016.
In Italia è stata trasmessa dal 15 maggio al 9 novembre 2016 su Nickelodeon. 
| nº | Titolo originale                    | Titolo italiano                  | Prima TV USA      | Prima TV Italia  |
| -- | ----------------------------------- | -------------------------------- | ----------------- | ---------------- |
| 1  | Left in the Dark                    | Cacciatori di spettri            | 2 maggio 2016     | 15 maggio 2016   |
| 1  | Get the Message                     | Il messaggio                     | 2 maggio 2016     | 15 maggio 2016   |
| 2  | Heavy Meddle                        | Lincoln bullizzato               | 3 maggio 2016     | 15 maggio 2016   |
| 2  | Making the Case                     | Il video contest                 | 3 maggio 2016     | 15 maggio 2016   |
| 3  | Along Came a Sister                 | Ragno in fuga                    | 4 maggio 2016     | 17 giugno 2016   |
| 3  | Chore and Peace                     | Il regno del caos                | 4 maggio 2016     | 17 giugno 2016   |
| 4  | Project Loud House                  | Progetto Loud                    | 5 maggio 2016     | 8 giugno 2016    |
| 4  | In Tents Debate                     | La vacanza                       | 5 maggio 2016     | 8 giugno 2016    |
| 5  | A Tale of Two Tables                | Il tavolo dei grandi             | 6 maggio 2016     | 7 giugno 2016    |
| 5  | The Sweet Spot                      | Posto dolce posto                | 6 maggio 2016     | 7 giugno 2016    |
| 6  | Driving Miss Hazy                   | Lezioni di guida                 | 9 maggio 2016     | 6 giugno 2016    |
| 7  | No Guts, No Glori                   | Chi comanda in casa?             | 10 maggio 2016    | 6 giugno 2016    |
| 8  | Picture Perfect                     | La foto perfetta                 | 11 maggio 2016    | 10 giugno 2016   |
| 9  | Undie Pressure                      | In mutande                       | 12 maggio 2016    | 10 giugno 2016   |
| 10 | Linc or Swim                        | Tutti al fresco!                 | 13 maggio 2016    | 13 giugno 2016   |
| 11 | Hand-Me-Downer                      | La bici usata                    | 16 maggio 2016    | 15 giugno 2016   |
| 12 | Sleuth or Consequences              | Caccia al colpevole              | 17 maggio 2016    | 15 giugno 2016   |
| 13 | Changing the Baby                   | Contesissima Lily                | 18 maggio 2016    | 13 giugno 2016   |
| 14 | Sound of Silence                    | Il rumore del silenzio           | 19 maggio 2016    | 9 giugno 2016    |
| 15 | Space Invader                       | Un'intrusa in camera             | 20 maggio 2016    | 9 giugno 2016    |
| 16 | For Bros About to Rock              | Lincoln rockstar                 | 6 giugno 2016     | 20 giugno 2016   |
| 17 | Ties That Bind                      | L'equivoco                       | 7 giugno 2016     | 14 giugno 2016   |
| 18 | The Green House                     | La casa ecosostenibile           | 8 giugno 2016     | 16 giugno 2016   |
| 19 | The Butterfly Effect                | L'effetto farfalla               | 9 giugno 2016     | 16 giugno 2016   |
| 20 | It's a Loud, Loud, Loud, Loud House | Caccia al tesoro                 | 10 giugno 2016    | 20 giugno 2016   |
| 21 | House Music                         | La band                          | 18 luglio 2016    | 27 ottobre 2016  |
| 22 | Two Boys and a Baby                 | Due ragazzi e un bebè            | 19 luglio 2016    | 24 ottobre 2016  |
| 23 | Overnight Success                   | Il pigiama party perfetto        | 20 luglio 2016    | 14 giugno 2016   |
| 24 | Toads and Tiaras                    | Rospi e corone                   | 21 luglio 2016    | 24 ottobre 2016  |
| 25 | A Novel Idea                        | L'idea per un romanzo            | 22 luglio 2016    | 27 ottobre 2016  |
| 26 | Cover Girls                         | Coprimi!                         | 1º agosto 2016    | 25 ottobre 2016  |
| 27 | Out on a Limo                       | Un giro in limousine             | 2 agosto 2016     | 26 ottobre 2016  |
| 28 | Attention Deficit                   | Mancanza di attenzioni           | 3 agosto 2016     | 26 ottobre 2016  |
| 29 | Save the Date                       | L'appuntamento                   | 4 agosto 2016     | 25 ottobre 2016  |
| 30 | Come Sale Away                      | Venditori svalvolati             | 12 settembre 2016 | 31 ottobre 2016  |
| 31 | Lincoln Loud Girl Guru              | Lincoln Loud: guru delle ragazze | 13 settembre 2016 | 31 ottobre 2016  |
| 32 | Roughin' It                         | Vita da duri                     | 14 settembre 2016 | 1º novembre 2016 |
| 33 | The Waiting Game                    | L'attesa                         | 15 settembre 2016 | 1º novembre 2016 |
| 34 | The Loudest Yard                    | La star del football             | 16 settembre 2016 | 2 novembre 2016  |
| 35 | Dance Dance Resolution              | Il ballo                         | 19 settembre 2016 | 3 novembre 2016  |
| 36 | A Fair to Remember                  | Una Fiera indimenticabile        | 20 settembre 2016 | 3 novembre 2016  |
| 37 | A Tattler's Tale                    | Storia di una spiona             | 21 settembre 2016 | 4 novembre 2016  |
| 38 | Homespun                            | Casa dolce casa                  | 22 settembre 2016 | 9 novembre 2016  |
| 39 | April Fools Rules                   | Il primo d'aprile                | 23 settembre 2016 | 28 ottobre 2016  |
| 40 | The Price of Admission              | Il prezzo della verità           | 15 ottobre 2016   | 8 novembre 2016  |
| 40 | One Flu Over the Loud House         | Influenza in Casa Loud           | 15 ottobre 2016   | 8 novembre 2016  |
| 41 | One of the Boys                     | Dieci fratelli                   | 17 ottobre 2016   | 4 novembre 2016  |
| 42 | Cereal Offender                     | Missione cereali                 | 18 ottobre 2016   | 28 ottobre 2016  |
| 43 | Raw Deal                            | La profezia                      | 19 ottobre 2016   | 2 novembre 2016  |
| 44 | Study Muffin                        | Studiare è bello                 | 20 ottobre 2016   | 9 novembre 2016  |
| 45 | Funny Business                      | Affari divertenti                | 7 novembre 2016   | 7 novembre 2016  |
| 46 | Snow Bored                          | Annoiati dalla neve              | 8 novembre 2016   | 7 novembre 2016  |

## Cacciatori di spettri
Data la numerosa famiglia si è posta una regola: il primo che raggiunge il divano ottiene il controllo assoluto del telecomando. Linc, per vedersi la speciale puntata del suo show preferito sui cacciatori di fantasmi "ARGGH!", riesce a distrare tutte le sorelle e raggiungere il divano, ma si accorge di essersi scordato di Lucy, che è già arrivata per vedersi la sua telenovela vampiresca. Lincoln quindi la convince a guardarsela sulla vecchia TV in bianco e nero (per avere un effetto più tetro) e gliela attacca in camera sua, ma la corrente salta. Riuniti, i fratelli Loud scendono in cantina in cerca del generatore, armati di camera ad infrarossi nel caso compaia un fantasma. Riacceso il generatore, Linc si fionda sul divano, arrivando per primo, ma "ARGGH!" è appena finito. Le sue sorelle, per consolarlo, si mettono allora a guardare la videoregistrazione della telecamera per godersi la loro "avventura".

## Il messaggio
Lincoln, giocando col VR, si dirige in bagno ma viene subito sfrattato da Lori noncurante della sua presenza. Uscito da lì, Lincoln si ricorda che ha dimenticato il visore, ma scopre che Lori lo ha rotto calpestandolo ed è già andata via di casa, lasciando il telefono in ricarica. Arrabbiatissimo con Lori, manda alla sua segreteria un orribile messaggio (tratto da una lettera di sfogo), ma subito dopo Lori torna a casa con un nuovo visore per Linc. Lincoln e il suo amico Clyde cercano quindi di cancellare il messaggio prima che Lori lo ascolti. Il loro piano va tutto storto e Lori ascolta il messaggio, ma appena sente che è di Lincoln, e non del suo ragazzo Bobby, lo cancella. Lincoln ne trae una lezione, ma Lori trova la lettera di Lincoln e si incavola, costringendo Lincoln alla fuga.

## Lincoln bullizzato
Lincoln a scuola viene tormentato da un bullo, ma non vuole che le sue sorelle lo sappiano dato che sono molto invasive e morbose quando Lincoln sta male. Linc, volendo risolvere la maniera diplomaticamente, chiede al bullo di vederlo davanti a casa sua e questi gli attacca con una gomma da masticare sulla testa di Lincoln la sua risposta. Lincoln cerca di rimuovere la gomma da masticare, senza farsi vedere dalle sue sorelle, ma poco prima di riuscirci Lisa lo scopre e lo riferisce alle altre. Le ragazze sono pronte a difendere Lincoln e lo spingono a reagire, ma Lincoln gli dice che il bullo non è un ragazzo ma una ragazza. Le ragazze, scoppiando di gioia, gli dicono che la bulla non lo sta tormentando bensì facendogli capire che gli piace e gli consigliano di fare la prima mossa. Lincoln alla fine, finisce col crederle (dopotutto sono più esperte loro in fatto di donne) e va a baciare la bulla, ma rientra in casa con un occhio nero. Lincoln, inferocito, decide che non si fiderà mai più delle sue sorelle ma subito dopo, la bulla gli manda una bistecca cruda per l'occhio e un biglietto con su scritto il suo numero è il suo nome: Ronnie Anne.

## Il video contest
Lincoln vuole tanto un trofeo da mettere nella teca di famiglia (essendo l'unico a non averne uno) e quindi pensa di vincere un video contest della scuola. Con i consigli di Luan, esperta nell'intrattenimento virale, e l'aiuto di Clyde, Lincoln filma per sbaglio Lynn inciampare e creare una reazione a catena di disastri e, ispirato dalla scena, gira di nascosto dei video sulle sue sorelle, intente in atti imbarazzanti o divertenti. Le sorelle scoprono del video e, inferocite, non gli rivolgono la parola. Linc cancella tristemente il video e, per farsi perdonare, mette in rete una marea di registrazioni ancor più imbarazzanti con lui come protagonista. Il suo video finisce tra i preferiti, ma non abbastanza da dargli la vittoria. Anche se non ha vinto il video contest, le sue sorelle lo hanno perdonato e gli danno un trofeo per il gesto che ha fatto: il trofeo del "premio per il fratello più migliorato".

## Ragno in fuga
A Lincoln viene affidato la dolce e innocua tarantola della classe. Clyde è però preoccupato, visto che Leni è fortemente aracnofobica, ma Lincoln riesce a nasconderglielo (con la complicità delle altre sorelle), ma quando decide di far scorrazzare la tarantola fuori dalla teca dopo averlo visto un po stanco, il ragno sparisce e viene ritrovato da Leni, che lo gasa con l'insetticida, apparentemente uccidendolo. Durante il funerale del ragno (messo su da Lucy), Lincoln dice addio alla sua vita sociale a scuola e ad un bel voto. Fortunatamente, i Loud si accorgono che il ragno è ancora vivo (il presunto cadavere era una palla di peli del gatto) ed è stato trovato da papà Loud (anch'egli aracnofobico), il quale ha subito chiamato il disinfestatore. Le sorelle e Clyde, quindi, tengono a bada il disinfestatore, ma questi individua il ragno e lo gasa. Per fortuna, Leni, avendo capito la situazione di Linc, salva il ragno e manda via il disinfestatore. Il ragno è salvo, Leni è più tranquilla, ma come Linc e il ragno lasciano casa per andare a scuola, Leni scopre le uova di ragno nel suo condotto.

## Il regno del caos
Durante il giorno delle pulizie, Lincoln ha il compito di raccogliere e buttare la spazzatura, ma nota che le sue sorelle hanno dei compiti più semplici. Furioso, Lincoln, dopo un fallito tentativo di fare a cambio di faccende, dichiara sciopero e così fanno le altre. La casa diventa quindi una discarica ed è solo la presunta scomparsa di Lily (in realtà tenuta a bada e al sicuro dal lerciume dai genitori) che spinge Lincoln e le sorelle a ritirare lo sciopero e sistemare al suo disastro. Mentre Lincoln accetta che i lavori che fanno, per quanto paiano non eguali, sono adatti a loro, scopre dal vicino che i netturbini hanno dichiarato sciopero per avere un aumento di stipendio, scoprendo così che la gente può venire pagata per le pulizie, dichiarando (assieme alle sorelle) un altro sciopero.

## Progetto Loud
Lincoln ha come compito di dover fare un diorama che ritragga la sua famiglia. Ora non rimane che proteggere il diorama e trasportarlo fino a scuola, evitando che qualcosa vada così storto da distruggerlo. Tutto pare andare bene, ma Lori litiga con Bobby al telefono e si rifiuta di uscire dalla stanza. Essendo l'unica adulta con la patente disponibile in casa, Linc, spacciandosi per Bobby, la fa rinsavire, ma il diorama viene distrutto proprio un attimo prima di salire in macchina. Per rimediare, Linc decide di portarsi dietro le sorelle e fare un diorama vivente, ottenendo un buon voto.

## La vacanza
Si avvicina l'annuale vacanza in campeggio dei Loud, ma Lincoln propone di cambiare, una volta tanto, la meta, proponendo il Luna Park di Latteria Land o la baia di Aloha Beach. Lori, Lily, Lucy, Leni e Lola votano per la spiaggia, mentre Lynn, Luan, Lisa, Lana e Luna votano per il Luna Park, solo Lincoln non ha ancora espresso il suo voto, quindi, i due gruppi tentano di corromperlo tramite favoretti per fargli votare per la loro meta. Lincoln, godendosi tali trattamenti, decide di posticipare la decisione all'indomani, ma le sorelle, per avere la vittoria assicurata, tormentano Linc cercano di mettere in cattiva luce la meta concorrente. Lincoln, quindi, fa la sua decisione: ritirare la sua precedente proposta e andare al solito campeggio, ricambiando i favoretti delle sorelle rendendo la loro permanenza godevole.

## Il tavolo dei grandi
Data la numerosa famiglia, a cena la famiglia mangia in due tavoli: quelli dagli undici anni in su mangiano al "Tavolo dei grandi", mentre quelli dai dieci anni in giù nel "Tavolo dei piccoli". Lincoln, stufo di stare nel caotico tavolo dei piccoli, convince i genitori a farlo sedere al tavolo dei grandi, ma si accorge che è tutto noioso e per niente divertente quanto il tavolo dei piccoli: niente cibo "divertente" come le crocchette e i discorsi sono maturi e privi di umorismo. Linc, quindi, decide di fare ritorno al tavolo dei piccoli, ma non potendo certo chiederlo, decide di dimostrarsi immaturo e per niente adulto, giocando col cibo, facendo barzellette e pernacchie. I genitori, quindi, lo rimandano al tavolo dei piccoli e le sorelle maggiori, stupite, seguono il suo esempio, ritornando al caotico ma famigliare e divertente tavolo dei piccoli.

## Posto dolce posto
I Loud faranno a breve una gita in macchina sul Vanzilla, il loro van. Lincoln sa che la soluzione ad un tranquillo viaggio è quello di assicurarsi di essere un posto adatto nella macchina che non provochi fastidio da parte del mezzo o delle sorelle e individua il posto adatto, da lui rinominato "posto dolce posto". Pianificando una mappa per avere il dolce posto, decide di rilocare i posti delle sorelle, cercando di soddisfare i loro posti, ma tacendo sul suo vero obbietto. A missione compiuta, Lincoln si accampa al dolce posto, ma le sorelle, insospettitesi, scoprono del suo piano e iniziano a litigarsi il posto, tanto che distruggono il povero Vanzilla, annullando la gita.

## Lezioni di guida
Lori, essendo l'unica dei fratelli Loud con la patente, fa pagare i suoi servizi di accompagnatrice con dei lavoretti ai suoi fratelli. Stufo di ciò, Lincoln si accorge che Leni ha l'età da patente, ma non essendo tanto sveglia, non l'ha ancora presa. Linc decide di aiutarla a superare l'esame (seguito a ruota dalle altre sorelle). Dopo diversi fallimenti, i fratelli riescono a farle capire come guidare, parlando con termini che lei può facilmente capire e si sentono pronti per farle fare il test vero e proprio, ma Lori, scoperto di ciò, nella notte, sabota i loro piani, parlando nel sonno a Leni e facendole intendere termini sbagliati. Linc, il mattino seguente, la scopre e la obbliga a scusarsi con Leni, che ha inevitabilmente fallito il test. Lori si scusa e si offre di farle da insegnante di guida.

## Chi comanda in casa?
Quando mamma e papà Loud sono fuori a cena, Lori, essendo la figlia maggiore, è al comando in casa, ma è talmente tirannica da imporre severe e rigide regole, proibendo qualsiasi forma di intrattenimento ai fratelli o del semplicissimo tempo libero di svago, ottenendo il soprannome di "Regina del No". Non potendone più, Lincoln guida con successo un ammutinamento, ottenendo così il posto di supervisore (mentre Lori, per niente preoccupata, gli dice che tanto sa che tornerà da lei strisciando). Lincoln permette alle sorelle più libertà nel loro intrattenimento, ma ciò provoca solo dei disastri per tutta la casa che non riesce a domare. Quindi, a Lori viene restituito il comando e la casa torna tranquilla, linda e splendente, ma capisce, che non può proibire ogni singola cosa, giocando assieme al fratello ai videogiochi fino all'arrivo dei genitori.

## La foto perfetta
È l'anniversario dei coniugi Loud e Lincoln, scoprendo che le sue solite tazze fatte a mano che gli regala non sono gradite, decide di fare a loro una foto perfetta con tutti i fratelli Loud. Tuttavia, al primo tentativo, esce fuori una foto che li ritrae nel caos più assoluto (Lori al telefono, Lucy dentro un libro, le gemelle che bisticciano e così via), quindi, domanda (o meglio, impone) alle sorelle di sforzarsi a comportarsi da persone "normali" (sistemando anche alcune "imperfezioni"), fotografando con successo la foto "perfetta". Tuttavia, dopo aver visto attentamente i falsi sorrisi della sua foto, decide di incorniciare la prima foto: non sarà perfetta, ma perlomeno è autentica. La foto viene apprezzata e Lincoln viene congratulato dalle sorelle per aver fatto la scelta giusta.

## In mutande
Piove, di conseguenza, i fratelli Loud si rilassano in salotto, ciascuno con i propri hobby o passatempi: per Lincoln, tale abitudine è leggere i suoi fumetti nella comodità più assoluta, ossia in mutande. Disgustata, Lola gli grida che il suo esibizionismo le da' fastidio, ma Linc rettifica che, se è per questo, anche le loro abitudini sono altrettanto fastidiose, quindi parte una scommessa: se Lincoln riesce a tenersi i pantaloni più a lungo di quanto le sorelle riescono a trattenersi dall'eseguire i loro vizi (Lori non può parlare con Bobby, Leni non può dire "tipo...", Luna non può fare l'accento inglese, Luan non può dire barzellette, Lynn non può trasformare tutto in uno sport, Lucy non può spaventare nessuno comparendo all'improvviso, Lana non può infangarsi, Lola non può specchiarsi, Lisa non può studiare le loro feci e Lily non può piagnucolare), loro gli compreranno un paio di comode mutande, ma se perde, lui non potrà mai più leggere i fumetti in mutande. Pian piano, tutte le sorelle iniziano a perdere, chi dall'ansia, chi dall'abitudine e chi per motivi di forza maggiore (come l'arrivo di Bobby a casa Loud) e, pensando di aver vinto, Linc si denuda, ma si accorge troppo tardi che ha dimenticato Lily, perdendo così la scommessa. Tuttavia, Lola, notando come Linc non possa godersi comodamente i suoi fumetti, gli prende comunque quel paio di mutande: non è giusto che lui sia l'unico a rinunciare alle proprie abitudini se nemmeno loro non possono farne a meno.

## Tutti al fresco!
Con i Loud banditi da ogni piscina del circondario, Linc decide di comprare una piscina gonfiabile per loro, ma realizzando che le sorelle potrebbero rovinargli l'esperienza balneare, decide di prendersi una piscinetta tutta per sé. Purtroppo, le sorelle riescono comunque a rovinargli la pace e tranquillità, usurpandogliela. Furioso, Linc le scaccia via, ma dopo qualche minuto si accorge che fare il bagno da solo è noiosissimo e scopre che le sorelle hanno quindi comprato la piscina gonfiabile grande e invitano anche Linc, perdonandolo per il suo sgarbato, quanto giustificato, gesto di prima.

## La bici usata
In una famiglia così grande non mancano di certo gli oggetti di seconda mano e a Lincoln è capitata la bici rosa di Lori e si vergogna di uscire con i suoi amici con quella. Allora, con l'aiuto di Clyde, prende la bella BMX di Lynn, ma finisce col perderla. Dopo aver scoperto che oggi Lynn parteciperà ad un torneo di BMX, si dispera e tenta di ritrovarla, ma dopo aver fallito (e dopo essersi messo in imbarazzo a girare la città con una bici rosa), rivela la verità a Lynn. Lynn è furiosa e spiega a Lincoln che nessuno gli vieta di modificare la sua nuova bici in qualcosa di più maschile (lei stessa ha modificato la sua BMX dopo averla ereditata da Luan, che ne aveva fatto un monociclo quando la ereditò da Luna, che ne aveva fatto una motocicletta con sidecar quando la ereditò da Leni). Lynn si rassegna e gareggia con la bici rosa, vincendo e finendo pure con l'affezionarsi al nuovo mezzo con il comodo cestino, mentre Lincoln ritrova la BMX. Lynn perdona Lincoln e fanno a scambio di bici.

## Caccia al colpevole
Qualcuno ha intasato il bagno e papà Loud, furioso, mette tutti quanti in castigo finché il responsabile non si farà avanti. Linc, volendo partecipare ad un convention fumettistica, decide di trovare il colpevole, aiutato da Lucy. I due iniziano a interrogare le sorelle, ma tutte hanno un alibi e, convenientemente, dal registro di Lisa per i suoi studi fecali, manca la pagina di chi ha usato il bagno quella notte. Poco dopo, Lana, riparando il gabinetto, trova la fonte dell'intaso, un fumetto sui pony e, leggendo una delle vignette, Linc si accorge che Lucy è la colpevole, avendo usato lo stesso dialogo durante uno dei loro interrogatori. Lucy spiega a Lincoln che, dovendo (per forza) leggerlo di nascosto, si era accampata in bagno, ma spaventata dall'improvviso arrivo di un sonnolento Lincoln, aveva gettato il libro nel gabinetto. Linc le impone di dire la verità alle altre, ma realizzando che sarà presa in giro a vita, decide di addossarsi tutta la colpa (tanto lui viene già preso in giro per tutto), venendo però messo in punizione, mentre le altre sono libere di andare. Come ringraziamento, Lucy regala a Lincoln un fumetto che gli ha preso alla convention.

## Contesissima Lily
Non avendo interessi in comune con nessuna delle sue sorelle, Lincoln realizza che Lily non ha ancora un proprio interesse, quindi decide di addestrarla a farsi piacere le sue cose. Le ragazze lo vengono a scoprire e decidono di fare altrettanto, cercando di trasformare Lily nella propria compagna d'interessi. Discutendone e rubandosi la sorellina a vicenda, i fratelli Loud decidono di risolverla una volta per tutte: Lily sceglierà con chi farà da compagna. Lily, alla fine, si dirige da Clyde, giunto per chiedere come mai Linc lo stava ignorando per Lily e i fratelli Loud decidono di smettere di tormentare Lily.                              Nota: Mentre spiega a Lincoln perchè è venuto a casa sua, Clyde dice un'imprecazione che  tuttavia non è censurata. Una frase più appropriata sarebbe stata "Ah, mi ero arrabbiato con Lily e quindi sono venuto qui"

## Il rumore del silenzio
Stanco del rumore che fanno le sorelle quando cerca di leggere i suoi fumetti, Lincoln acquista via internet dei tappi per le orecchie, rispondendo a casaccio quando le sorelle gli vengono a chiedere qualcosa. Il giorno dopo, Lola irrompe in camera sua e gli ricorda di non mancare a mantenere la promessa che gli ha fatto. Preoccupato, Linc chiede alle altre (Lori,  leni  , lynn e lana) cosa gli abbia promesso, ottenendo solo altre faccende a cui avrebbe aderito di fare e aneddoti riguardanti alla pericolosa furia vendicativa di Lola. Su consiglio di Lana, Lincoln prova a eseguire ogni singola faccenda che possa accontentare Lola, ma neanche quello soddisfa la richiesta di Lola. Quando il tempo esaurisce, Lola bussa alla sua porta e gli rivela che in realtà non gli ha chiesto proprio niente: avendo visto la scatola dei tappi, aveva deciso di fargli uno scherzo (con la complicità delle altre tranne lisa) per averle prese in giro e averle ignorate (dopotutto, non è che anche a loro piaccia il caos che gli altri fratelli fanno, ma tutti devono imparare a conviverci) ma lincoln diventa sordo dopo un'esplosione di un esperimento di Lisa.

## Un'intrusa in camera
Lincoln si ritiene fortunato ad essere l'unico maschio: ha una stanza tutta per sé che, a differenza della altre sue sorelle, non deve condividere con nessuno. Tuttavia, dopo un'accesa discussione con Lucy, Lynn chiede a Lincoln di ospitarla finché non si calmano le acque. Lincoln accetta, ma la sua nuova inquilina è invasiva, rumorosa e lo attacca a suon di peti e mosse di wrestling e quel che è peggio che le acque tra Lynn e Lucy non intendono calmarsi affatto, tanto più che, nel tentativo di dimostrarsi più fastidioso di Lucy, Lincoln convince Lynn a trasferirsi definitivamente in camera sua. Lincoln, però, nota che Lucy e Lynn si mancano a vicenda e decide di riappacificarle. Le due, convinte che l'altra voglia chiedere scusa, si presentano in camera loro per una cena di scuse, che finisce in un'altra discussione, che Lincoln riesce ad appianare. Lynn e Lucy fanno pace, ma ora c'è un problema: la loro discussione ha fatto sporcare tutta loro stanza di cibo. Linc, a malavoglia, le ospita per un'ultima notte in camera sua.

## Lincoln rockstar
Linclon e Clyde andranno al concerto degli Smooch e per loro è un evento importante dato che si tratta del loro primo concerto. Tuttavia è questo che ansia le sorelle Loud e avvertono Linc di non farlo sapere a Luna, altrimenti rovinerà, come per loro, il suo primo concerto. Linc le ascolta, ma Luna lo scopre e attende il fratello e il suo amico in fila ai biglietti. Come previsto dalle sorelle, Linc è messo in imbarazzo dall'emozione e dalla foga di Luna e, stufato, le dice di andarsene, riferendogli che le loro sorelle lo hanno avvertito che finirà per rovinargli l'esperienza. Tristemente, Luna se ne va, ma Lincoln, distratto dai sensi di colpa, perde il posto in fila e, arrivati finalmente alla cassa, i biglietti sono già esauriti. I due, quindi, decidono di comprarli da un losco figuro, ma si scopre essere un agente sotto copertura che li arresta per l'acquisto illegale di biglietti. Luna, spacciandosi per mamma Loud, tenta di portarli fuori, ma viene accidentalmente scoperta da Bobby (che lavora in centrale) e messa dietro le sbarre anche lei. Luna, quindi, spiega del perché è così distruttivamente entusiasta ai primi concerti dei suoi fratelli: al suo primo concerto, con il suo idolo Mick Swagger sul palco, Luna realizzò finalmente chi voleva essere diventando la rockettara che è adesso. Il secondino, sapendo anche lui quanto i primi concerti siano indimenticabili, decide di lasciarli andare e i tre si godono al massimo il concerto degli Smooch grazie a Luna.

## L'equivoco
Lincoln sente dalla grata del bagno una discussione proveniente dalla camera dei loro genitori, in cui parlano di "sbarazzarsi di tutti e undici". Immediatamente, Lincoln suppone che stiano parlando di loro, molto probabilmente per il caos e la distruzione che combinano ogni giorno, e lo riferisce alle sorelle che, dopo aver sentito anche loro dalla grata, decidono di rimediare, comportandosi bene e ripulendo e aggiustando tutti i loro danni. I risultati non tardano a farsi vedere: dalla grata, pare che i genitori abbiano cambiato idea, ma poi sentono che decideranno di "tenerne solo uno", quindi Lincoln tenta inizialmente di mettersi in mostra e cercare di non essere lo sventurato che dovrà andarsene, ma poi realizza che non è giusto nei confronti delle sorelle e si mettono ad ascoltare il resto della conversazione, dove i genitori hanno infine optato di sbarazzarsene di un solo figlio: "quello bianco". Lincoln si rassegna, ma le sorelle irrompono in camera dei genitori e chiedono di non mandare via Linc. I fratelli Loud, quindi, scoprono che i loro genitori non stavano parlando di loro, ma degli orrendi cravattini del padre che coleziona e aggiungono inoltre che, non importa quanto rumorosi o distruttivi siano, tutti loro rimarranno sempre i loro amati figli.

## La casa ecosostenibile
Alla scuola di Lincoln c'è il concorso "Salviamo gli Orsi Polari", in cui gli studenti devono dimostrare di aver reso la propria casa ecosostenibile. Per Lincoln questo è un problema: con una casa che ospita 13 persone, casa Loud è ben lungi dall'essere ecosostenibile. Tuttavia, facendo leva sulla tenerezza dei cuccioli d'orsi polari, Lincoln trova soluzioni più ecosostenibili per i passatempi delle sorelle. Tuttavia, quando Clyde gli ricorda che deve ospitare un torneo online, Linc, per essere ancora sull'orlo ecosostenibilità, deve ridurre l'uso degli elettrodomestici delle sorelle per avere l'elettricità per il suo torneo. Quando le sorelle lo scoprono, rinunciano alle sue soluzioni ecosostenibili e ritornano alle loro normali abitudini sprecone. Linc, quindi, per il bene del concorso, decide di essere lui l'energia sostenibile, pedalando energia cinetica per l'intera casa, ottenendo successo… oltre che un terribile odore di sudore.

## L'effetto farfalla
Lincoln, con il suo yo-yo, distrugge gli alambicchi di Lisa, ma preoccupato della reazione della sorella, decide di far passare il tutto per un semplice incidente. Gli agenti chimici degli alambicchi aprono un buco nel guardaroba di Leni e Lori, dove quest'ultima scopre un regalo del suo ragazzo bobby che Leni gli doveva dare giorni fa ma si e dimenticata. Furiosa, Lori rompe con Bobby e Leni sbatte la testa, diventando talmente intelligente da mettere in dubbio le formule di Lisa, che accettando di non essere più la Loud più intelligente, lisa si scoraggia e si fa assumere da Flip, un rozzo benzinaio che assume i bambini da 4 e 6 anni. Senza Lisa come tutor, Lynn fallisce i suoi esami scolastici ed è cacciata da ogni squadra della scuola e dalla rabbia calcia il pallone contro Lola, il cui naso, facendola sembrare un mostro e, a seguito di svariati incidenti, finisce anche col perdere tutti i denti. Lana, per non finire come lei, si rifugia in una palla di plastica. Lola e Lynn si danno alla fuga e diventano criminali , Lori si mette con Clyde, Leni vince il Nobel e un posto a Harvard, Luna fa successo con un brano sulla caduta della sua famiglia e gira per il mondo con il suo idolo Mick Swagger e Luan, in mancanza di Luna come testé delle sue battute, diventa un'attivista e libera tutti gli animali di Lana, uno dei quali, un pipistrello, morde Lucy trasformandola in un vampiro. L'unica rimasta è Lily che, a causa delle scorie radioattive degli alambicchi è divenuta gigantesca e divora Lincoln. Si scopre che tutto quanto dall'incidente dello yo-yo in poi era frutto dell'immaginazione di Linc che, preoccupato, rivela la verità a Lisa, che si compiace dell'onesta di Linc ed è felice che ha avuto una buona ragione per interrompere l'esperimento.

## Caccia al tesoro
A casa Loud ogni centesimo conta, quindi, quando qualcuno trova uno spicciolo, è subito guerra tra i fratelli. Furioso, papà Loud punisce tutti mandandoli in soffitta a ripulirla. Durante la pulizia, Lincoln incappa in un biglietto scritto dalla precedente proprietaria, in cui scrive di aver nascosto i suoi risparmi dalla sua avida famiglia, rintracciabile tramite degli indizi. Linc lo racconta alle ragazze, ma queste non lo ascoltano, solo per poi andare di nascosto a caccia dei soldi. Dopo aver litigato e aver messo la casa a soqquadro, i fratelli Loud decidono di seguire le istruzioni del secondo indizio: ossia coalizzarsi e cercare tutti assieme il tesoro senza litigare. Incredibilmente, grazie al gioco di squadra, i ragazzi trovano i soldi. Intanto, si scopre che quelli non sono i soldi della vecchia proprietaria, ma bensì sono un bonus che papà Loud ha guadagnato e li ha usati per questa caccia al tesoro per insegnare ai ragazzi il valore della condivisione.

## La band
I fratelli Loud decidono di partecipare alla Fiera della Famiglia. Luna propone di formare una band, citando il suo idolo, Mick Swagger, che così che potranno divertirsi insieme, anche se non vincono. I fratelli acconsentono e a loro si unisce anche papà Loud. Tuttavia, quando Luna scopre dal suo roadie che alla Fiera sarà presente Swagger, la ragazza impone alla sua famiglia la perfezione, ignorando il motto del suo idolo, tanto che i suoi parenti mollano il gruppo. Demoralizzata e capendo di aver sbagliato, Luna viene consolata da un vecchio rockettaro incontrato in un bar, che le ricorda il motto di Swagger: prima viene il divertimento, non la vittoria. Luna, quindi, si scusa con i suoi e si esibiscono sul palco, dove nota che, effettivamente, sono migliorati, finendo così per vincere. Il vecchio rockettaro si congratula con Luna, rivelandogli di essere Swagger sotto mentite spoglie, dicendole che gli è piaciuto il suo assolo.

## Due ragazzi e un bebè
Per evitare la terribile visita da zia Ruth, Lincoln si offre di restare a casa a occuparsi di Lily. Mamma Loud accetta, ma Linc si accorge di aver fatto il passo più lungo della gamba, così chiede l'aiuto di Clyde. Inizialmente tutto è sotto controllo, finché i ragazzi non perdono Lily al parco e prendono il bambino sbagliato. Risolto anche questo problema, Linc e il suo amico tornano a casa esausti, ma una brutta notizia gli attende: il bambino che hanno accidentalmente preso aveva il morbillo e l'ha passato a tutti e tre e, siccome zia Ruth è l'unica della famiglia ad averlo preso (ed è quindi immune), dovranno passare tutta la quarantena da lei fino alla cura ma a Linc (stranamente) non dispiace.

## Il pigiama party perfetto
Lincoln invita Clyde per un pigiama party e ha già preparato una lista di cose da fare per la serata, ma le sorelle Loud si intromettono, cosa che a Clyde non dispiace, ma che da sui nervi a Linc. Dopo aver tentato di salvare la serata invitando altri amici, che scappano via terrorizzati o ammaccati dalle sorelle, Linc realizza che Clyde è l'unico in grado di sopravvivere alle sue sorelle e domanda scusa, quindi, invita anche le sorelle al pigiama party.

## Rospi e corone
Lola parteciperà ad un concorso di bellezza giovanile dove il vincitore otterrà due pass per Latteria Land. Lincoln, emozionato dalla ricompensa, accetta di farle da coach e assistente, ma Lola finisce con l'inciampare a rompersi braccio e gamba. Demoralizzato, Lincoln si accorge allora, che c'è un altro modo per vincere quei biglietti: Lana può facilmente spacciarsi per la gemella. Allettata anche lei dal premio (per quanto terrorizzata dall'idea di quello che succederà se Lola lo venisse a sapere), Lana accetta di farsi trasformare da maschiaccio a femminuccia, imparando le basi del galateo e l'eleganza in tempo per lo show. Lana, tuttavia, non sembra riuscire a incalzare la parte della brava ragazza, arrivando a pensare che non sarà mai bella o carina quanto le altre concorrenti. Lincoln, quindi, scusandosi per averle messo pressione, le consiglia di essere sé stessa, anche a costo di perdere. Mentre Lana si esibisce in una breakdance e una beatbox a suon di pernacchie ascellari in compagnia del suo rospo, Lola, avendo visto l'esibizione in TV, giunge furiosa e, sul punto di trucidare Lincoln, sente lo scrosciare di applausi per sua sorella: Lana ha vinto. Lola, per quanto ancora arrabbiata, si congratula per la vittoria e accetta che i due si godano i biglietti di Latteria Land.

## L'idea per un romanzo
È la giornata "Porta tua figlia al lavoro" e papà Loud porta tutte le sue figlie e Lincoln, essendo l'unico maschio, è l'unico che non può venire. Per consolarlo, mamma Loud lo porta alla sua clinica odontoiatrica, dove Lincoln tenta di divertirsi quanto possibile, cercando anche di ignorare le sorelle divertirsi ancora di più nell'ufficio di papà dall'altra parte della strada, ma senza successo. Notando però una sala giochi proprio vicino all'ufficio, Lincoln decide di andarci, prima però, mamma Loud gli affida il suo taccuino in cui ha scritto delle note per il romanzo a cui sta lavorando. Di ritorno alla sala giochi, Linc si accorge di aver lasciato il taccuino e corre a riprenderlo, ma è appena stato buttato dallo staff e la spazzatura è stata appena raccolta dai netturbini. Inseguito il camion con ogni mezzo possibile e inimmaginabile, Lincoln riesce a recuperare il taccuino, ma la corsa lo ha danneggiato troppo e finisce in briciole. Linc si scusa con la madre, che però lo perdona: le note raccolte non erano abbastanza buone, ma il suo simpatico inseguimento gli ha dato un interessante spunto, chiedendo poi a Lincoln di riemularlo così da poterlo vivere di persona.

## Coprimi!
In casa Loud ci si copre a vicenda, come dimostra un ritardatario Lincoln quando deve rientrare quando è già scattato il coprifuoco e le sorelle tardano l'ispezione dei genitori tenendoli occupati fino al suo arrivo. Il giorno dopo, ecco che cominciano le pulizie di primavera. Lynn, quindi, chiede a Lincoln di coprirla, in modo che possa inaugurare una macchina sparapalline e non portare iella alla squadra, poi è il turno di Lori, che chiede a Linc di coprire lei e Lily mentre vanno ad un picnic con Bobby per vedere come se la cava con i bambini. Subito dopo, Leni domanda a Lincoln di coprirla in modo che possa approfittare dei saldi, ma gli rivela anche che deve coprire anche tutte le altre che sta coprendo, lasciando Lincoln da solo. Lincoln non se la prende e maschera la loro partenza ai genitori, ma poi ecco giungere una terribile notizia: nonno Albert è in videochiamata e vuole salutare tutti i suoi nipoti. Lincoln messaggia le sorelle di tornare subito e, intanto, copre le altre mascherandosi da loro. Pian piano, tutte ritornano, continuando la mascherata anche quando sono tutti tornati e riescono a farla franca con il nonno (specie grazie al fatto che non si è messo gli occhiali), ma non con i genitori. Questi quindi, elogiando tuttavia il loro lavoro di squadra, decidono di permettergli di finire le loro commissioni e faccende e di posticipare le pulizie a domani, ma come punizione per aver ingannato il nonno, dovranno farle vestiti come sono, finendo in una situazione più imbarazzante dell'altra, pure Lincoln (vestito da Lily), che non avendo commissioni, invita Clyde a vedere "ARGGH!", inconsapevole che ha invitato i loro compagni di classe a vedere la puntata.

## Un giro in limousine
Lincoln vince, grazie ad un concorso dei barattoli di senape, un giorno in limousine. Le sorelle, per fargli godere la vincita, decidono di lasciargli godere il primo giro e Lincoln promette di venirle a prenderle più tardi per portarle al Fast Food. Egli però, dopo aver incontrato un ricco nobile, che scambia Lincoln per un suo pari facendogli godere la vita del nababbo, facendo diventare Lincoln scorbutico e maleducato sia verso l'autista sia verso le sorelle, tanto più che rimane perso e un po' spaesato quando il giorno in limo finisce e viene trattato da pezzente da tutti. Capendo il suo errore, Lincoln rivince il giorno in limo e prima domanda scusa all'autista, poi concede alle sorelle il giro in limo che gli ha promesso, ottenendo il loro perdono.

## Mancanza di attenzioni
Lincoln ha bisogno di una mano con il suo vulcano di cartapesta per la scuola, ma i suoi genitori non riescono a dargli una mano dato il troppo tempo che passano con le altre figlie. Lincoln, quindi, su suggerimento di Clyde,  va a casa McBride, dove i due padri di Clyde, non avendo una decina di ragazzi a cui badare, aiutano Lincoln con il suo progetto e trattandolo con molta premura. Tuttavia, pian piano, le sorelle vengono a sapere della cura dei McBride e si aggregano a lui, sfaticando i poveri padri di Clyde, ritornando al punto di partenza. Lincoln torna a casa e i suoi genitori trovano finalmente tempo per aiutarlo nel suo progetto di scuola.

## L'appuntamento
A scuola, Linc è ancora (amorevolmente) bullizzato da Ronnie Anne, ma questo lo mette in imbarazzo davanti a i suoi amici, spingendolo a dire che non prova nulla per Ronnie Anne, la quale lo sente e si offende. Tornato a casa, Linc scopre che anche Lori è furiosa: Ronnie Anne è la sorella di Bobby e, per onore della sorella (anche se a malavoglia), ha rotto con Lori in quanto imparentata con l'insensibile che ha rotto il cuore della sorella. Quindi, per sistemare la sua relazione, Lori obbliga Lincoln ad una cena a quattro con lei, Bobby e Ronnie Anne, dove si scuserà con quest'ultima. In effetti, le cose vanno bene: Linc si scusa con Ronnie Anne e fanno pace, Bobby torna con Lori, ma l'improvviso arrivo dei compagni di Linc manda a monte tutto. Per evitare di essere preso in giro, Linc re-insulta Ronnie Anne davanti ai suoi amici, ma questa, avendolo sentito, si offende e Bobby ri-rompe con Lori. Linc, di nuovo pentito, decide di baciare Ronnie Anne di fronte a tutti, sistemando tutto, anche a costo della sua reputazione. Fortunatamente, Ronnie Anne trova una soluzione e il giorno dopo lo insulta per averla baciata e rompe con lui, rivelandogli (via biglietto) che è tutto un trucco per assicurarsi che i suoi amici non lo prendano più in giro.

## Venditori svalvolati
I fratelli Loud sono alquanto competitivi e Lincoln, desideroso di fare la sua "danza della vittoria", è pronto a darci dentro all'annuale mercatino delle pulci di casa Loud. Inizialmente, grazie alla complicità di Clyde, le cose paiono andare bene, ma quando anche le sorelle aumentano i loro incassi, Linc decide di svendere alcuni oggetti di casa, esempio seguito a ruota dalle sorelle. Dopo aver svuotato il soggiorno, i fratelli Loud scoprono che potrebbero aver venduto inavvertitamente la copertina di Lily, senza la quale non smetterà di piangere. Rintracciando i compratori, Linc trova la copertina da Flip, il quale gliela rivende a caro prezzo. Tuttavia, tornati a casa, i fratelli Loud sono tutti armati della stessa copertina: Flip gli ha raggirati e, come se il danno non bastasse, la beffa è che la copertina era semplicemente a lavare. Per risollevare a tutti il morale per l'unanime sconfitta, Lincoln decide di fare a gara di balli della vittoria con la famiglia.

## Lincoln Loud: guru delle ragazze
Lincoln e Clyde, per un progetto di classe, devono mettere su un business. I due tentano di lanciare un business di venditori di torte, ma non hanno successo, poi come venditori di palloncini ed è quando un loro compagno, Liam, chiede suggerimenti su come fare colpo su una ragazza, che Lincoln gli da consigli autoimpartiti vedendo le sorelle e realizza di vendere consigli su come conquistare le donne grazie alle sue conoscenze. Tuttavia, i suggerimenti che Lincoln usa, non sono adatti alle ragazze dei suoi clienti (questo perché non fa attenzione alla personalità della ragazza, consigliando cose che magari le sue sorelle non trovano sgradevoli, mentre una normale ragazza, invece, sì). Per sistemare la situazione a scuola e per il progetto, allora, Lincoln decide quindi di farsi lanciare le torte invendute in faccia, ottenendo un business di successo.

## Vita da duri
Lincoln, convincendosi che la vicinanza a molte ragazze lo stia facendo diventare a sua volta una femminuccia, decide di andare al campeggio con i McBride presso la loro baita nei boschi. Quando i due amici provano una mascolina passeggiata nei boschi, vengono attaccati da un orso e, grazie alle conoscenze insegnatele dalle sorelle (cucirsi un poncho, mimetizzarsi nel fango, fingersi morti davanti ai predatori e così via) riescono a scampargli e Linc si convince che le sue sorelle non sono affatto male come compagne.

## L'attesa
Chandler invita tutti i suoi compagni di scuola, meno Linc e Clyde, alla sua festa alla discarica nucleare. Furiosi di non essere stati invitati, i due si sfogano alla sala giochi, dove Lori ha trovato lavoro grazie al consiglio del fratello e, per riconoscenza, gli cede dei gettoni e la pizza gratis. Chandler, notando il favoritismo, decide di aggregarsi a loro e cedere a loro gli inviti per la festa se avrà la possibilità di avere gettoni e pizza gratis. Lincoln accetta, ma per ogni favore che fa, Lori è costretta a lavorare di più e rischia di mancare al ballo del liceo. Sentendosi in colpa, Linc decide di rinunciare alla festa di Chandler e sostituisce Lori per permetterle di andare al ballo (e anche per ringraziarla della roba gratis).

## La star del football
Mamma Loud costringe Lincoln a fare attività fisica ma, non riuscendo a farlo staccare dai videogiochi o i fumetti, lo iscrive nella squadra di football. Lynn, eccitata per lui, dato che alle ragazze non è concesso entrare in squadra, decide di allenarlo, ma non ha successo e, dopo essere stati entrambi presi in giro dalla squadra avversaria (l'uno per essere gracile, l'altra per essere una ragazza), Lynn decide di prendere il posto di Linc alla partita e fargliela pagare a quegli energumeni. Il loro piano va a gonfie vele, almeno finché Lynn non viene ferita e il trucco viene rivelato. Il coach, tuttavia, colpito da Lynn, le offre (non appena si riprenderà) un posto nella squadra e Linc, in un eroico ma futile tentativo, tenta di finire la partita, ma segna nella propria meta, facendo perdere la squadra .

## Il ballo
Il ballo delle elementari si avvicina e Lincoln fa di tutto per non essere invitato da nessuna ragazza, specialmente Ronnie Anne, perché vuole approfittare dello sconto alla sala giochi che ci sarà quella sera. Tornato a casa, le sorelle gli chiedono se è stato invitato al ballo, ma Linc mente, dicendo che nessuno glielo ha chiesto. Il giorno dopo, però, Luna, Luan, Lynn e Lucy rivelano di aver chiesto alle loro amiche di fargli da partner al ballo, costringendo Lincoln a rivelare le sue carte e facendo infuriare le sorelle, costringendolo ad andare al ballo con una di loro. Per non deludere le quattro ragazze, Linc decide di andare con tutte e quattro, tenendole ognuna all'oscuro dell'altra, ma l'improvviso arrivo di Ronnie Anne gli scompiglia i piani, domandando ai suoi amici di coprire le sue partner e accoppiandole (accidentalmente) con loro. Ronnie Anne riesce finalmente a raggiungerlo e gli spiega che non ha mai voluto invitarlo al ballo, ma bensì alla sala giochi per approfittare dello sconto.

## Una Fiera indimenticabile
Bobby ha dei biglietti per un rally di monster truck e Lori, non attizzata dall'idea, ne approfitta per far andare d'accordo il fratello con il suo ragazzo, offrendo il suo posto a Lincoln. Il suo piano, tuttavia, va troppo a gonfie vele: Bobby e Lincoln fanno immediata amicizia (venendo in ciascuno il fratello mai avuto), ma la loro amicizia inizia a pian piano a sopraffare la relazione con Lori, che si sente come il terzo incomodo durante i loro appuntamenti e tenta quindi di usare Clyde per ingelosirli. Lincoln, accortosi di ciò, si offende, ma poi realizza il dolore della sorella e accetta di rompere la sua amicizia con Bobby affinché Lori sia felice. Bobby, un po' a malincuore, ma anche felice che il suo "fratello-amico" è molto altruista, accetta.

## Storia di una spiona
I fratelli Loud, indicono ogni settimana un meeting per condividere e liberarsi dei propri segreti oscuri (molti dei quali riguardanti la distruzione o il danneggiamento di alcuni oggetti dei genitori). A queste riunioni, però, una sola Loud non è invitata, data la sua infame natura di pettegola: Lola. Tuttavia, misteriosamente, Lola inizia a chiedere ai fratelli dei favoretti e, quando questi si rifiutano, li minaccia di rivelare tutti i loro segreti, dimostrando di saperli. Alla successiva riunione, i fratelli Loud realizzano che qualcuno di loro potrebbe essere una talpa, ma Linc si accorge che in realtà Lola ha lasciato una cimice, quindi, decidono di far smettere Lola scoprendo i suoi oscuri segreti e minacciarla a loro volta, ma Lola è furba e trovare segreti su di lei non è facile. Tuttavia, Lincoln prova a chiedere alle sue concorrenti ai concorsi di bellezza, scoprendo dalla sua odiata rivale un segreto molto interessante. Ora che finalmente hanno il coltello dalla parte del manico, i fratelli Loud iniziano a ridere alle minacce di Lola, la quale, per assicurarsi che questa storia finisca, va dai genitori e si autoaccusa di essere la responsabile del danneggiamento delle loro proprietà. Lola è messa in punizione e rivela al fratelli di averli minacciati non tanto per cattiveria, ma perché gli dispiace non passare del tempo con loro. Dispiaciuti, i fratelli Loud decidono di mantenere il prossimo meeting dei segreti in camera sua.

## Casa dolce casa
È in arrivo un tornado a Royal Woods e la famiglia Loud si rifugia in cantina e inizia a domandarsi che ne sarà della loro casa che, già a stento, riesce a sopportare il caos provocato dalla numerosa famiglia. Inizialmente, i fratelli Loud sperano che la casa crolli, in modo che ne possano avere una nuova, ma ricordando i bei momenti che hanno passato con essa, iniziano a cambiare idea tanto che, all'arrivo del tornado, la pregano di resistere e, con loro grande gioia, la casa li ascolta e, alla fine del breve tornado, è ancora lì in piedi.

## Il primo d'aprile
A casa Loud il Pesce d'Aprile è la festa più spaventosa che possa esserci per i loud, perché significa che Luan scatenerà gli scherzi più crudeli e malvagi che possano esistere sulla sua famiglia e su chiunque entri nella loro proprietà. Lincoln non è preoccupato, essendosi già preparato un mini bunker in camera sua dalla quale non uscirà per tutta la durata del giorno, tuttavia, un'orribile notizia lo attende: Ronnie Anne gli farà visita domani. Non essendo ancora Aprile, inizialmente, Linc e le sorelle tentano di ingabbiare Luan (riuscendoci), ma la mattina dopo, Luan è riuscita a scappare e ha già piazzato le trappole. Non resta che una soluzione: attivarle tutte per impedire che Ronnie Anne ne diventi vittima. Tra dolori e acciacchi, Linc riesce a disinfestare tutta la casa ed accoglie Ronnie Anne, ma proprio allora, Luan rivela che era questo il suo scherzo: invitare Ronnie Anne, costringere Linc a subire tutte le sue trappole e infine una torta in faccia proveniente dalla stessa Ronnie Anne. Tuttavia, Ronnie Anne, colpita dal gesto di Linc, indirizza la torta su Luan e ringrazia Linc, uscendo poi per un normale appuntamento. Intanto, gli altri, rifugiati chi nel bunker di Lisa chi in camera di Linc, escono e si accorgono che Leni è stata indirizzata da uno scherzo in centro città e corrono a recuperarla.

## Il prezzo della verità
Lincoln vuole vedere il film horror "Il Mietitore", ma nonostante il divieto dei genitori va a vederlo lo stesso, rimanendone terrorizzato. Quando torna a casa, cerca di nasconderlo ai genitori, ma la notte non riesce a chiudere occhio, cercando di non dormire (temendo per l'arrivo del Mietitore) chiedendo dei passatempi alle sorelle. Sopravvissuto alla notte, Lincoln scopre che i genitori, dopo averne discusso, sono propensi a portarlo a vedere "Il Mietitore", ma Lincoln rivela la verità e i genitori lo perdonano, considerando la notte insonne una sufficiente punizione.

## Influenza in casa Loud
Con una famiglia numerosa, se mai capitasse che qualcuno si ammalasse, l'influenza si spargerebbe in fretta e tutti diverrebbero degli zombie portatori di malattie. Purtroppo, ciò è appena successo a casa dei loud e gli infetti sono Lori, Lynn, Lola e lana: gli unici ancora immuni sono Linc, cracno , Lucy, Luan, Luna e Leni. Linc e Lisa, essendo preparati (lincon un piano di fuga con l'aiuto di Clyde e con e cracno una medicina fatta di tutte le medicine e e tutte protettive e l'altra con delle pistole d'acqua ripiene di brodo per rallentare gli infetti), tentano la fuga dalla casa, anche se Leni vorrebbe restare per aiutare gli infetti, ma pian piano, le sorelle sane vengono tutte infette. Rimasti solo Linc , cracno e Leni, i tre usano la medicina di cracno come una bomba e escono mentre la medicina esplode e tutti gli infetti guariscono .

## Dieci fratelli
Lincoln, stufo di essere criticato per la sua mancanza di tatto femminile dalle sorelle, oltre che al loro morboso affetto, inizia a desiderare di non avere delle sorelle ma dei fratelli. Lisa, che ha sentito il desiderio, dà al fratello un orologio dimensionale che lo porterà in una dimensione in cui sarà con dieci fratelli, dicendogli inoltre che, se mai volesse tornare, deve farlo entro 24 ore. Lincoln lo prova e difatti si ritrova in una dimensione dove ha dieci fratelli: Loki, Loni, Luke, Lane, Lynn, Lars, Leif, Lexx, Levi e Leon. Inizialmente, Linc si ci ritrova bene: anche se le personalità e passioni dei fratelli sono invariate da quelle delle sorelle, hanno di certo un carattere più rozzo, meno perfettino e soprattutto per niente critico. Tuttavia, dalla fine della giornata, le cose iniziano a precipitare: Linc scopre di non avere più una propria camera, ma la condivide con Lynn e Lars (che come Lucy e Lynn, non sono i migliori coinquilini da avere), il bagno, per quanto privo di lunghe file, è anche privo di alcun senso dell'igiene e, per finire, nessuno dei suoi fratelli è cortese, laborioso o affettivo quanto le sorelle. Dopo aver recuperato l'orologio, Linc tenta di tornare a casa all'ultimo secondo disponibile, ma finisce in una dimensione in cui lui, adesso, è l'unica femmina di famiglia, Linka. Subito dopo, Linc si sveglia: era tutto un incubo e non c'è mai stato alcun orologio dimensionale.

## Missione cereali
Lincoln vorrebbe comprare una scatola di cereali a tema zombie. Per farlo si fa affidare dalla mamma la spesa, che gli dice che, se riesce a restare nel budget, potrà avere i cereali. Le sorelle si aggregano a lui, combinando un guaio dopo l'altro nel supermercato. Mentre Linc compra le cose più scontante per avere la possibilità di compare quei cereali, deve anche assicurarsi che il manager non becchi le sue sorelle, o saranno banditi. A missione compiuta, Lincoln corre a radunare le sorelle alla cassa, ma inizia un litigio che finisce con Lincoln che si schianta contro una piramide di barattoli. Il manager, quindi, li caccia via senza la loro spesa. Lincoln, in quanto responsabile della spesa, viene punito dalla madre. Per farsi perdonare, le ragazze gli comprano quei cereali da un altro supermercato.

## La profezia
Mentre i Loud stanno raggiungendo un parco nazionale per la loro gita, Lucy si mette a fare profezie ai fratelli (Lori partirà per un lungo viaggio, Luan sarà spazzata via, l'Universo aprirà le porte a Lola e così via). Lisa è molto scettica riguardo alle profezie di Lucy, la quale le prevede che farà una scoperta scientifica prima di entrare nel parco, quindi, scopre con orrore, che un orribile presagio attende Lincoln: a quanto pare la sua giornata è destinata a finire in tragedia cosi Lincoln pensa che morira. Lisa tenta di rassicurare il fratello, anche se questi non si tranquillizza quando, durante un pit-stop ad un autogrill, le profezie di Lucy iniziano ad avverarsi (Lori scivola per lungo tempo su una macchia d'olio compiendo il "lungo viaggio", Luan, aiutando il padre a gonfiare una gomma, viene spazzata via dalla pompa d'aria e Mr. Universo tiene aperta la porta a Lola). Arrivati al parco, dove Lisa fa l'incredibile scoperta di un gufo dalle corna di cervo, facendo ricredere la ragazza. Lincoln si arrende all'evidenza e inizia ad evitare ogni attività, vedendo in esso il pericolo. Tuttavia, quando Lisa mostra alla stampa la sua scoperta, scopre che le corna sono fasulle: il ranger del parco, per aumentare la popolarità del parco, aveva incollato un paio di corna ad un gufo per attirare la gente. La profezia di Lucy riguardante Lisa si scopre fasulla e Linc si tranquillizza, anche se realizza che in parte, la sua profezia si è avverta: preoccupato tutto il tempo, non ha svolto una sola attività, di conseguenza, non si è goduto la gita, una vera tragedia.

## Studiare è bello
Per rimediare ad una recente F, Lincoln decide di farsi aiutare da un tutor. Lisa, essendo già impegnata con le altre sorelle, consiglia a Lincoln di chiedere ad uno studente del college in cerca di crediti extra: Linc assume così Hugh. Tuttavia, dato lo splendore e l'impeccabile accento inglese di Hugh, le sorelle (e persino papà Loud che tiene a cuore l'Inghilterra dai tempi dei suoi studi a Londra) ne rimangono incantate, tanto che la loro invasività impedisce ai due di studiare. Furioso, Lincoln domanda alle sorelle e al padre di smetterla di distrare la sua sessione di studio e loro aderiscono. Il giorno dopo, per quanto preparato, Linc torna a casa con un brutto voto. Le ragazze, quindi, scoprono che il motivo è lo stesso che hanno avuto loro con il tutor del fratello: la nuova supplente è così bella che i ragazzi perdono la concentrazione e falliscono le verifiche e le interrogazioni. Lincoln, quindi, chiede di rifare il test dal suo armadietto, in modo che non possa distrarsi e ottiene un bel voto e, con gran sua gioia, la maestra è tornata quindi non dovrà più preoccuparsi di distrarsi… almeno finché non scopre che la supplente ora sostituisce il prof di ginnastica.

## Affari divertenti
Luan chiede a Lincoln di farle da assistente per il suo business di pagliacciate di compleanno, la "Affari Divertenti Inc.", in qualità di aiutante di spettacolo (quale lanciargli la torta al momento giusto e così via). Linc accetta e, durante uno spettacolo, sul punto di lanciare una torta alla sorella, scivola e la torta gli casca addosso, facendo ridere il giovane pubblico. Felice di rendere la gente felice, Lincoln inizia a sopraffare le esibizioni di Luan scivolando e facendo divertire il pubblico, tanto più che, dopo un litigio con Luan (in cui la ragazza gli dice che la commedia va ben oltre le comiche cadute), decide di occuparsi da solo di una festa, accorgendosi troppo tardi che si tratta di una festa di adolescenti emo, e quindi le sue pagliacciate e cadute non funzionano. Disperato, Linc si scusa con Luan, la quale lo perdona e salva la situazione con la commedia del Mimo.

## Annoiati dalla neve
Nevica e le scuole chiudono, con gran gioia dei fratelli Loud, ma Lisa, onde evitare che si impigriscano per la mancanza di studio, annuncia che metterà in moto il suo "Salificatore" per sciogliere la neve e far riaprire le scuole. I fratelli si lamentano, in quanto non sono felici solo perché le scuole sono chiuse, ma per la presenza di neve, in cui Lisa non ci trova nulla di divertente, sfidando i fratelli che, se riescono a farle trovare la neve divertente, lei non userà il Salificatore. Dopo diversi tentativi, Lisa non ne rimane impressionata, ma quando gli vengono introdotte le battaglie a palle di neve, Lisa si convince e si gode la neve così tanto che, grazie ai suoi macchinari, fa sì che nevichi anche il giorno dopo e si prepara a sommergere i fratelli a suon di palle di neve. Non ne potendone più, i fratelli la pregano di usare il suo Salificatore e farli ritornare a scuola e Lisa acconsente: era questo il suo piano da tutto il tempo.